# Luperina pseudoderthisa
Luperina pseudoderthisa là một loài bướm đêm trong họ Noctuidae.